# José María Medina
José María Medina Castejón, apodado Medinón (Sensenti, 19 de marzo de 1826-Santa Rosa de Copán, 23 de enero de 1878) fue un político y militar hondureño con el grado de capitán general que llegó a ser el primer presidente de Honduras como república y ejerció ese puesto en siete ocasiones.

## Biografía

### Vida personal
José María Medina Castejón, nació el 19 de marzo de 1826 en la localidad de Sensenti, jurisdicción del Partido de Gracias a Dios (hoy Sensenti es un municipio del departamento de Ocotepeque). Falleció el 8 de febrero de 1878 mediante ejecución de fusilamiento en Santa Rosa de Copán. Su madre fue la señora Antonia Medina y su padre natural fue don Juan José Castejón, español y propietario de la "Hacienda Castejón" en Sensenti.
Un joven José María Medina recibe las primeras letras en la escuela elemental del maestro Eusebio Toro.
José María Medina se casó con Mariana Milla, originaria de Gracias con quien procreó a Jesús María Medina Milla, asimismo se conoce que tuvo a Tránsito Licona, originaria de El Rosario de Opoteca, como supuesta amante.

### Vida Militar
Medina, seguidamente se une al ejército del cual siendo suboficial de menor rango su primera intervención es en la Campaña de León (Nicaragua) en 1844 contra el filibustero William Walker.
En 1855 el general Juan Francisco López Aguirre derroca al general Cabañas Fiallos, siendo partícipe Medina dentro de la rebelión, en el mismo año fue derrotado por las tropas al mando del general Mariano Álvarez a la altura de Siguatepeque.
| Fecha                                     | Cargo                                                                                           |
| Presidencia José Trinidad Cabañas Fiallos | Presidencia José Trinidad Cabañas Fiallos                                                       |
| ----------------------------------------- | ----------------------------------------------------------------------------------------------- |
| 1850                                      | Comandante de Armas de Omoa                                                                     |
| Presidencia José Santos Guardiola         |                                                                                                 |
| 1856 (julio) 1857 (mayo)                  | Miembro oficial del Estado Mayor Conjunto Centroamericano contra el filibustero William Walker. |
| 1859                                      | Gobernador del Partido de Gracias a Dios (hoy Gracias).                                         |
| 1859 1862                                 | Senador ante la Cámara Legislativa.                                                             |

José María Medina Castejón se rodeó de los más sagaces políticos y militares hondureños del siglo XIX como lo fueron: el abogado Crescencio Gómez Valladares, doctor Francisco Cruz Castro, abogado y general Juan Antonio Medina Orellana, General Brigadier José Santos Guardiola Bustillo, general Florencio Xatruch, licenciado Carlos Gutiérrez, el coronel Pedro Antonio Cloter, entre otros.

## Presidencia Primera (1.º Provisional)
El 12 de enero de 1862, es asesinado en la Casa Presidencial de Honduras en la ciudad de Comayagua, el presidente en funciones General Brigadier José Santos Guardiola Bustillo, por su propia guardia presidencial al mando del Mayor de plaza Pablo Agurcia.
El senador José María Medina Castejón, asume las funciones de presidente provisional, hasta que el vicepresidente señor Victoriano Castellanos Cortés, regrese de un viaje por El Salvador y asuma el cargo que Medina reconoce como legítimo. Mientras tanto, Medina ejerce en la administración, son apresados por el General Casto José Alvarado, Senador Teodoro Aguiluz, senador Rafael Padilla y José Francisco Montes Fonseca, los hechores del asesinato de Guardiola; Mayor de plaza Pablo Agurcia, Wenceslao Agurcia, Juan Antonio Pantoja, Miguel Juanes, Nicolás Romero, Pedro Amador y el actor hechor Cesareo Aparicio (salvadoreño) mismos que fueron presentados a un Tribunal, juzgados y condenados por magnicidio, fueron ejecutados mediante fusilamiento en la Plaza de Comayagua. Medina entrega la presidencia provisional al senador Francisco Montes Fonseca y este le hace entrega a Victoriano Castellanos Cortés. Esta sería la primera de una serie de administraciones presidenciales lideradas por el General José María Medina Castejón.

## Presidencia Segunda (De facto)
En 1863 el general José María Medina Castejón, con su alto mando compuesto entre otros oficiales por el general Florencio Xatruch, el teniente coronel Juan Antonio Medina Orellana, reúne un ejército con hondureños, salvadoreños y guatemaltecos comandados por el General Brigadier Vicente Cerna y Cerna bajo las órdenes del general Rafael Carrera, presidente vitalicio de Guatemala, el general brigadier Vicente Cerna y Cerna invade Honduras, se toma Cucuyagua el 10 de junio y luego “Los Llanos” de Santa Rosa el 15 de junio. Esta acción dio como resultado el apoyo de las comunidades de Gracias y cercanas a ellas, quienes proclamaron a José María Medina presidente de Honduras. marchando después hacia la capital Comayagua para deponer al presidente interino José Francisco Montes Fonseca. Las tropas gubernamentales de Honduras, inician un incendio en la ciudad de Comayagua, al ver que el ejército de Medina les superaba; Medina Castejón había ordenado colocar su cuartel general de mando en la ciudad de La Paz.
Como agradecimiento y apoyo al pueblo de Gracias, Medina Castejón mando a construir el Fuerte San Cristóbal (Gracias) en aquella localidad con el fin de salvaguardarla de los ataques. Dicha fortaleza se terminó de erigir el 15 de diciembre de 1863.

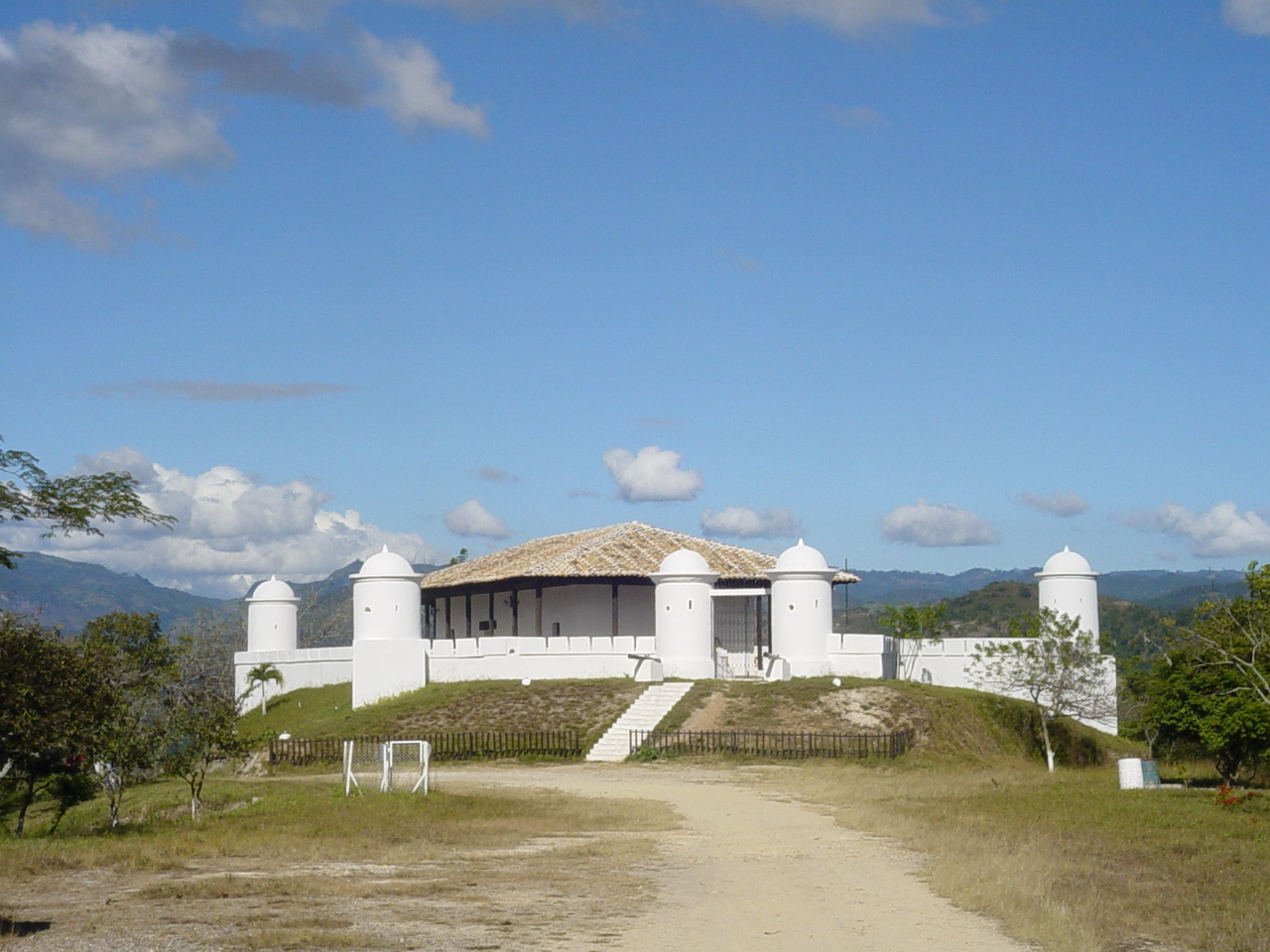
Fortaleza de San Cristóbal en la ciudad de Gracias.

## Presidencia Tercera (6.º Presidente constitucional - 1.º Período)
El licenciado Francisco Inestroza se hace cargo de la presidencia por depósito, mientras el 31 de diciembre de 1863, se celebran elecciones presidenciales y Medina es electo ganador y como Vicepresidente Florencio Xatruch. Prestan juramento del cargo el 15 de febrero de 1864. Luego Xatruch sería apartado de la vicepresidencia por motivos de rebeldía.
- José María Medina Castejón es ascendido al grado oficial de General de División.

Durante este gobierno, nombró a Jean Víctor Herrán y Carlos Gutiérrez como representantes diplomáticos al Reino Unido y a París capital francesa, con el fin de contratar empréstitos para el país por la cantidad de 6 millones de libras esterlinas; pero solo le fueron enviadas 300,000. Se construye la primera línea ferroviaria para la locomotora hondureña, entre Pimienta hasta Puerto Cortés que es no más de 53 millas de distancia, aunque la idea era trazar un ferrocarril interoceánico. Es de hacer notar que esta deuda fue cancelada por el presidente Miguel Paz Barahona en 1926.

### Gestiones
- El presidente Medina Castejón fija el presupuesto presidencial para el periodo 1865-1866 en 183,352.00 Pesos hondureños.
- Se convoca a la Asamblea Legislativa nacional para emitir la Constitución de Honduras de 1865, derogando la Constitución de Honduras de 1848. Suprimiendo el sistema legislativo bicameral interpuesto por Juan Lindo. Se estipuló la base electoral de 10,000 electores en vez de 20,000 dispuesto en la carta magna anterior. El artículo 1, declara a Honduras como una república, dejando de ser un estado, tal como lo había decretado en su oportunidad el antecesor presidente señor Victoriano Castellanos Cortés, en 1862; en consecuencia, se define el título de Presidente constitucional de la república de Honduras. Aparece la figura del habeas corpus.
- En diciembre de 1864, Medina, nombró Ministro Plenipotenciario de Honduras, al licenciado Francisco Alvarado, quien se desempeñó hasta junio de 1866, para arreglar los tratados crediticios del país.[7]
- En octubre de 1865, Medina deposita la presidencia en el licenciado Crescencio Gómez Valladares.

### Levantamiento de Olancho
En 1864 se ordena la detención del diputado Rafael Rosales, al no haber respuesta del gobierno más de mil personas al mando del coronel Manuel Barahona, el coronel Francisco Zavala y Bernabé Antúnez marchan con rumbo a Tegucigalpa para protestar en un levantamiento el 21 de diciembre del mismo año. En 1865 se sofoca por completo el levantamiento de los rebeldes de Olancho teniendo como uno de sus cabecillas al cura Miguel Ángel Bustillo y los coroneles Barahona, Zavala y Antúnez, los cuales son ejecutados, en un acto que se conoció como "La ahorcancina de Olancho".

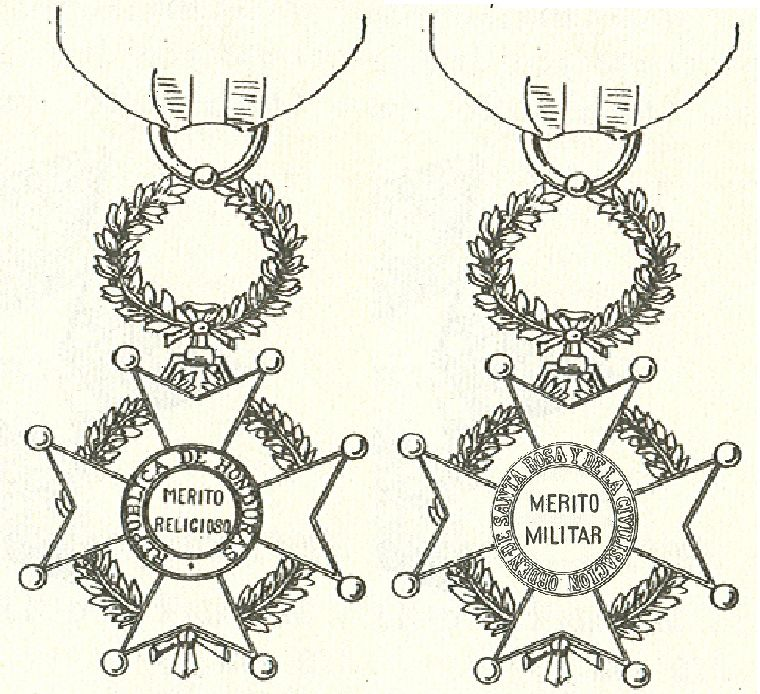
Cruces de Caballeros, Mérito Militar y Mérito Religioso de la Orden de Santa Rosa y de la Civilización de Honduras

## Presidencia Cuarta (2.º Provisional)
Medina es nuevamente electo por el Congreso legislativo, para un nuevo periodo. El nuevo periodo presidencial establecido en la nueva constitución es de cuatro años.
- Decreta la Ley de enseñanza primaria, se construyen escuelas; La ley de inmigración; promueve el ferrocarril, el cultivo de añil, celebra otro Concordato con la Santa Sede.
- Establece la Orden de Santa Rosa y de la Civilización de Honduras.

## Presidencia Quinta (6.º Presidente constitucional - 2.º Período)
- Se emite el Decreto de fecha 16 de febrero de 1866 donde se aprueba la Bandera de Honduras y se modifica el Escudo de Honduras.

El 27 de abril de 1867 el general Medina deposita la presidencia en el general brigadier Juan López, quien retuvo la presidencia hasta el 21 de noviembre del mismo año y entregó a Medina.
En el año de 1868, sucedieron los acontecimientos siguientes:
- El 20 de febrero, el presidente Medina firmó el Decreto Gubernamental para la construcción del Ferrocarril Nacional de Honduras.
- Es aplastada la nueva revuelta en Olancho de la facción “Cinchonero”, liderada por el mozo Serapio Romero.
- Se decreta la creación de los departamentos de: Copán, Cortés, El paraíso y la Paz, con ello se elabora una nueva división política del territorio de Honduras. El 22 de noviembre de 1868, es creado el departamento oriental en La Mosquitia, con el nombre Puerto de Cabo de Gracias a Dios.
- Funda colegios y liceos de segunda enseñanza y la escuela experimental de agricultura en Trujillo.

El 25 de julio de 1868, Medina desde Omoa y embarcado en la goleta Colibrí parte con rumbo a Belice con el fin de realizar una visita oficial al Gobernador británico Logdon de aquella colonia y al que esperaba el embajador de Honduras señor Guillermo Melhado y Mutrie; a la llegada de Medina fue trasladado en carruaje a la casa del señor Bernardo Crámer quien fungía como cónsul de Prusia, además de la visita se llevaron a cabo pláticas sobre el Golfo de Honduras y demás temas políticos.
La Constitución Política de Honduras no establecía la reelección del mandatario, es por ello que el general Medina, concluye su administración y se empeña en ser reelegido; en tal sentido es designado como presidente provisional al doctor Francisco Cruz Castro quien fungía de Ministro de relaciones exteriores y tomó posesión el 12 de agosto de 1869; Cruz era afín a Medina y en sus gestiones estuvo la de emitir el decreto de fecha 13 de agosto de 1869, que reformaba el artículo 33 de la Constitución para que Medina regresase al poder.
Para la construcción del Ferrocarril Nacional, el presidente Medina otorgó sendos poderes al diplomático abogado Carlos Gutiérrez y al francés Víctor Herrán, para que representaran al gobierno hondureño, ante las Casas prestamistas de Europa.

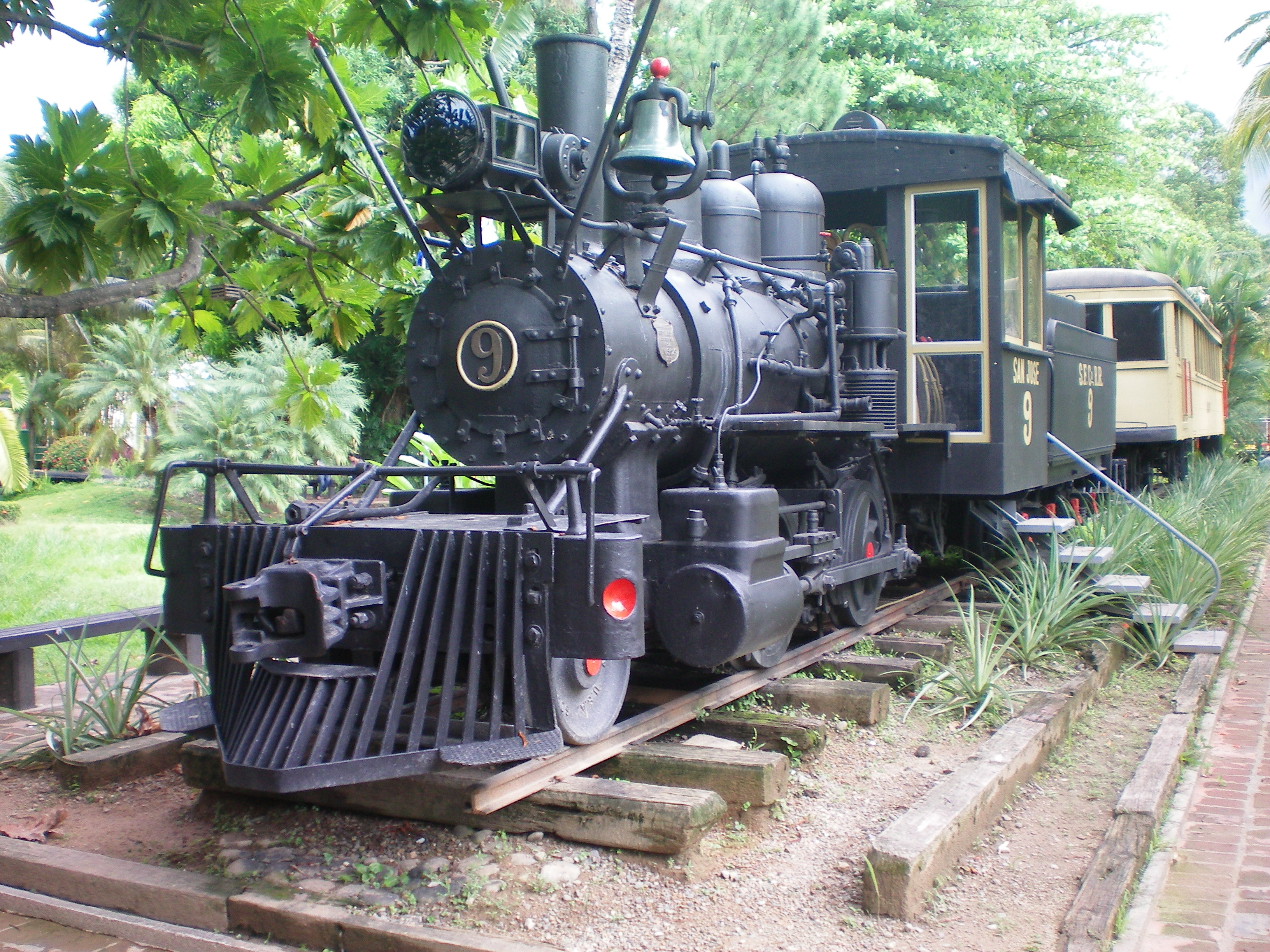
Una de las primeras locomotoras de vapor del Ferrocarril Nacional de Honduras, exhibida en la ciudad de La Ceiba.

## Presidencia Sexta (6.º Presidente constitucional - 3.º Período)
(inconclusa)
En 1869, el resultado de las elecciones fue aplastante a favor de José María Medina quien obtiene 10.649 votos en relación con los votos disidentes, 542. José María Medina es nuevamente reelecto para otros cuatro años más. Tras unas vacaciones en Gracias, José María Medina reasume el poder el 14 de enero de 1870.
José María Medina deposita la presidencia en manos del diputado Inocente Rodríguez, el 2 de febrero de 1870. Se crea el departamento de La Victoria, entre Choluteca y La Paz, con el fin de mantener a los indios en reservas. Con 50 millones de francos (aproximados: dos millones de libras esterlinas y diez millones de dólares estadounidenses, según la época), se ratifica la ampliación y construcción de las líneas del Ferrocarril Nacional de Honduras. Se nombra al político Francisco Alvarado como Ministro de Relaciones Exteriores de Honduras. Entra en circulación una nueva moneda nacional de metal (níquel) lo cual agrava la situación de préstamo con las Casas Parisinas, ya que esta nueva moneda no es aceptada en el mercado y pronto se devalúa, ocasionando una crisis económica en Honduras.

### Bonos hondureños
El gobierno de José María Medina se vio opacado con la crisis económica principiada por los financieros bancarios, en 1870, Honduras obtuvo un préstamo extraordinario de la entidad londinense Bischoffsheim, siendo uno de los países centroamericanos más pobres, el gobernante José María Medina soñaba con la ilusión del ferrocarril por lo que agradeció el préstamo, en esos años varios bancos londinenses pusieron especial empeño.
Las primeras emisiones de bonos hondureños a finales de los años sesenta habían fracasado, así que Bischoffsheim contrató a un especulador profesional. De igual forma el financiero Charles Lefebvre creó un mercado artificial para los bonos hondureños, gracias a los agentes contratados (entre 50 y 100), y colocó gran parte de ellos a un 13% de interés. Charles Lefebvre, se supo luego, reservó 4.000 libras de sus ganancias para el diamante que regaló a la mujer del embajador y otras 10 000 para el presidente hondureño, José María Medina.

### Ataque de Domingo Vásquez Toruño
El general Domingo Vásquez Toruño, ataca la localidad de Goascorán el 21 de febrero de 1871, en flagrante demostración de soberbia contra el gobierno de José María Medina, más tarde el 23 de febrero, el general Domingo Vásquez Toruño se hace de la ciudad de Nacaome. La administración de José María Medina declara la guerra al gobierno de El Salvador por apoyar las invasiones a Honduras.

### Ataque de Florencio Xatruch
El general Florencio Xatruch Villagra, con un ejército de alrededor de 300 soldados hondureños y 700 soldados salvadoreños leales toma la ciudad de Nacaome el 26 de marzo de 1871 y se auto proclama presidente, seguidamente marcha hacia la capital Comayagua y el 6 de abril; todo esto en la ausencia de José María Medina. Mientras tanto, las tropas hondureñas comandadas por el general Juan Antonio Medina Orellana unidas a las rebeldes de Santiago González Portillo habían llegado hasta la capital salvadoreña, tomándola en una acción bélica relámpago y derrocando al presidente Francisco Dueñas el 12 de abril de 1871, el general Florencio Xatruch Villagra al verse sin apoyo salvadoreño decide irse hacia Nicaragua, llegando victorioso el Capitán general José María Medina a la capital hondureña y continuar con su administración.

### Ataque de Guatemala y El Salvador
Un José María Medina abatido por enfermedad designa la titularidad del gabinete en su amigo y camarada el Licenciado Inocente Rodríguez. Luego José María Medina parte con rumbo al occidente del país a su hacienda ubicada entre Lempira e Intibucá a pasar unas vacaciones en octubre de 1871 hasta su regreso el próximo año
En Guatemala, el general Miguel García Granados se rebela. Luego solicita ayuda militar a El Salvador para enfrentar a Honduras.
En 1872 (abril 5), el Capitán general José María Medina deposita la presidencia en manos de su íntimo amigo el licenciado Crescencio Gómez Valladares y marcha a enfrentarse a las invasiones provenientes desde Guatemala y El Salvador. El Capitán general Medina no volvería a reasumir la presidencia debido a la derrota ocasionada por el ejército salvadoreño.
En 1872 (mayo 8), estalla la guerra de Honduras contra Guatemala y El Salvador.
En 1872 (mayo 12), el liberal Carlos Céleo Arias López se une a las fuerzas liberales, para derrocar el gobierno conservador del Capitán general José María Medina y se propone como futuro presidente, proclamándose efectivamente, en la localidad de Candelaria. Aun así no logra llegar a Comayagua
Medina fue derrotado en el occidente de Honduras y las tropas salvadoreñas del general Santiago González Portillo habían tomado el Cuartel de la ciudad de Gracias, un 22 de mayo de 1872. Mientras el general José María Medina había marchado en retirada hacia el norte de Honduras, donde pretendía reorganizarse.
En 1872 (julio 16), uno de los comandantes de armas, el general Juan Antonio Medina Orellana "Medinita" levantado en rebeldía contra el Capitán general José María Medina "Medinón", asume la presidencia y ordena al licenciado Crescencio Gómez Valladares que emitiese un decreto renunciando a la presidencia. Para Juan Antonio Medina Orellana, la presidencia le resulta fugaz, diez días de gobierno. Ya que se hace entrega de la misma el 26 de julio al liberal Licenciado Carlos Céleo Arias López, que ordena la detención de José María Medina y su inmediata prisión en la Fortaleza de San Fernando de Omoa, siendo trasladado después bajo custodia del sargento del ejército Manuel Bonilla al Colegio Tridentino de Comayagua hacia esa ciudad, mientras su secretario privado el licenciado Crescencio Gómez Valladares, guarda arresto domiciliario.

### Prisionero
En noviembre de 1872, Carlos Céleo Arias López emite un decreto derogando la Constitución de 1865. Más tarde, Miguel García Granados, presidente de Guatemala, Santiago González Portillo, presidente de El Salvador y Carlos Céleo Arias López, presidente de Honduras, reunidos en la ciudad de Gracias, conformaron la "Triple Alianza" y planear así la consolidación de los gobiernos liberales en Centroamérica y repeler cualquier reacción de los conservadores, que contaba con el apoyo del presidente de Costa Rica, el general Tomás Guardia Gutiérrez.
Más tarde el mismo Carlos Céleo Arias López es apartado del poder mediante un golpe de Estado liderado por el general Ponciano Leiva, colocando en su sustitución un Consejo de Ministros conformado por los ministros Manuel Colindres Gradiz y Rafael Padilla en el mes de junio. Luego el propio general Ponciano Leiva, quien había invadido a Honduras por el lado sur con soldados de los tres países, era proclamado presidente.
José María Medina fue liberado el 13 de enero de 1874, el mismo día que Leiva asumio el mendo, Medina después se organizó y viajó a la ciudad colonial de Gracias a la cual tomo y dirigió con fecha 16 de diciembre de 1875 una "proclama" para derrocar el gobierno del general Ponciano Leiva Madrid.
```
Instigado por el gobernante guatemalteco Justo Rufino Barrios, quien le declara la guerra a 
El Salvador
, con el pretexto de no haber cumplido lo pactado en el "Convenio de Chingo". Mientras tanto, José María Medina procede a dirigirse a la capital hondureña para atacarla, mientras el presidente Ponciano Leiva Madrid recibe una ayuda de una columna de tropas salvadoreñas, al mando del coronel Fernando Figueroa, con el fin de resguardar las defensas y enfrentarse a José María Medina.
```

### Gabinete de Medina 1871-1875
| Ministerio de         | Ministro                 |
| --------------------- | ------------------------ |
| Relaciones Exteriores | Manuel Colíndres Gradiz  |
| Hacienda              | Juan N. Venero           |
| Guerra                | Mariano Álvarez          |
| Fomento               | Presbítero Miguel Delcid |
| Instrucción Pública   | Valentín Durón           |

## Presidencia Séptima (3.º Provisional)
El 6 de junio de 1876 el general Ponciano Leiva Madrid, presidente de Honduras capitula en la localidad de Cedros, en favor del Capitán general José María Medina; por tanto, retiene el poder ejecutivo en los meses de junio a julio y agosto de 1876 de acuerdo al "Convenio de Cedros"; seguidamente se entrega el ejecutivo en poder del licenciado Marcelino Mejía y el 13 de junio hace una formal entrega a Crescencio Gómez Valladares y se retira a la ciudad de Comayagua. José María Medina, deseaba que su amigo Manuel Colindres Gradiz fuera su sucesor en la presidencia de la república al terminar su periodo, Colindres Gradiz en ese entonces fungía como Ministro de su gobierno. Pero Cresencio Gómez Valladares devuelve la presidencia a José María Medina en fecha 12 de agosto de 1876, en el transcurso de ese mes José María Medina, recibe una nota del presidente salvadoreño doctor Rafael Zaldivar para que reconozca un nuevo gobierno encabezado por el doctor Marco Aurelio Soto, por este entonces, José María Medina se encontraba en el pueblo de Gualcince, Erandique y emite un Decreto en fecha 21 de agosto de ese año, nombrando al doctor Marco Aurelio Soto como Presidente Provisional de Honduras, seguidamente el general José María Medina se retiró al pueblo de Gracias. El gobierno presidido por el Doctor Marco Aurelio Soto fue inaugurado paralelamente el 27 de agosto de 1876, en la Isla de Amapala, Marco Aurelio Soto había sido presionado por Justo Rufino Barrios para que retornara a Honduras, previo saber los planes sucesorios de José María Medina.

### Arresto y ejecución de Medina
El 22 de marzo de 1877, el doctor Marco Aurelio Soto, convocó a elecciones para el 22 y 25 de abril del corriente año, con el objeto de afianzarse en el poder, no hubo oposición alguna de los conservadores, aunque Medina era la figura clave para retornar al poder; mientras un complot gubernamental se generaba contra el Capitán general José María Medina, a quien ya se había ordenado a las autoridades su arresto.
Justo Rufino Barrios había enviado escueta nota al gobernante Marco Aurelio Soto, con el fin de que se anulase a José María Medina, de una vez por todas, a su vez solicitaba su fusilamiento.
En julio, el gobierno de Marco Aurelio Soto tuvo informes que José María Medina asaltaría el Cuartel de Santa Rosa de Copán, se sabía que Medina había viajado al occidente de Honduras, mientras se refugiaba en territorio gobernado por conservadores y bajo la protección del general Ezequiel Marín.
Mariano Pineda —vecino de Gracias— envió a un jornalero suyo con una nota para José María Medina, que decía:
"Dentro de pocas horas salen a prender a usted y a Ezequiel, huya".
Un confiado José María Medina no lo hizo. Por fin, Medina fue arrestado en su "Hacienda El Rosario", también fue arrestado Ezequiel Marín junto a otros seguidores entre los que estaban: Rafael Villamil, el coronel Servando Medina, capitán Roque Rosales, capitán Anselmo Montoya, teniente Israel Álvarez, teniente José María Espinoza, sargento 1 Juan Rivera, entre otros, se les acusaba de conspiración y fueron procesados por los delitos de traición y ocultamiento de armas para una rebelión contra la administración "Soto-Rosa" (Marco Aurelio Soto y su primo hermano Ramón Rosa).
Se nombró un Tribunal ad hoc para que conocieran de la causa y fueron encontrados culpables asimismo sentenciados a muerte —como Rufino Barrios, había recomendado—.
| Miembro    | Nombre                               |
| ---------- | ------------------------------------ |
| Presidente | General Emilio Delgado (Salvadoreño) |
| Juez       | General Eusebio Toro                 |
| Juez       | General Luis Bográn                  |
| Juez       | Coronel Inocente Solís               |
| Juez       | Coronel Belisario Villela            |
| Juez       | Coronel Manuel Bonilla               |
| Juez       | Coronel Antonio Serra                |
| Fiscal     | Coronel Agustín Aguilar              |

Mariana Milla de Medina y Trinidad Pineda viuda de Marín fueron donde el general Emilio Delgado para que aplazara la ejecución y ver a su esposo e hijo respectivamente, por última vez.
En cuanto a los demás conspiradores Israel Álvarez y sargento Juan Rivera fueron condenados a diez años de presidio en el Fortaleza de San Fernando se indultó a Rafel Villamil, Servando Medina, Roque Rosales, Anselmo Montoya, José María Espinoza.
A mediados del mes de diciembre de 1877, el Doctor Rafael Zaldivar y el doctor Marco Aurelio Soto se encontraron secretamente en la Isla de Martín Pérez, situada en el Golfo de Fonseca, allí se confirmó el complot para deshacerse de José María Medina.
El Capitán general José María Medina fue ejecutado mediante fusilamiento en fecha 23 de enero de 1878 en la ciudad de Santa Rosa de Copán, se dice que los soldados ejecutores eran oriundos de Olancho quienes se encontraban haciendo servicio en la occidental ciudad. Sus restos fueron trasladasos a Gracias, dentro de una urna con dos divisiones y veladoras, a la casa de la viuda Mariana Milla donde fueron velados por una noche, a dicha casa se aproximaron muchos gracianos y pobladores de La Iguala.

## Reconocimientos
- De conformidad con la Constitución de 1865, el Estado de Honduras pasa a denominarse oficialmente "República de Honduras", correspondiendo al General Medina, por primera vez, el título de  "Presidente de la República de Honduras", cargo que desempeñó para el período constitucional 1866-1870.
- Mediante DECRETO gubernamental de fecha 28 de mayo de 1869, el presidente de Honduras, general José María Medina Castejón, fue el primero en llevar el Título Presidente Constitucional de Honduras y por un periodo de cuatro años.
- El paredón de fusilamiento del general José María Medina Castejón, fue en el “Cementerio General” en el Barrio Santa Teresa de la ciudad de Santa Rosa de Copán, allí en el mismo sitio se construyó una escuela urbana mixta bautizada a su memoria.

### Homenajes póstumos
- Escuela José María Medina en Santa Rosa de Copán.
- Instituto Técnico Comunitario José María Medina, fundado 13 de febrero de 1978 Candelaria.